# 日野光幸
日野 光幸（ひの みつゆき、1935年〈昭和10年〉10月28日 - 2023年〈令和5年〉10月31日）は、日本の政治家。元宮崎県西都市長（1期）。

## 来歴
宮崎県出身。宮崎高等経理学校（現・鵬翔中学校・高等学校）卒。西都市議会議員を経て、1983年、日本社会党から宮崎県議会議員に当選する。宮崎県議を4期務める。2001年、西都市長選挙に立候補して当選する。市長を1期務め、2005年の市長選挙に立候補し、再選を目指したが、元宮崎県議の橋田和実に敗れた。
2023年10月31日、老衰のため西都市の特別養護老人ホームで死去、88歳。

## 栄典
- 1994年 - 藍綬褒章